# Cima Comer
Cima Comer este o arie protejată (arie specială de conservare — SAC, sit de importanță comunitară — SCI) din Italia întinsă pe o suprafață de 314 ha, integral pe uscat.

## Localizare
Centrul sitului Cima Comer este situat la coordonatele 45°42′27″N 10°40′35″E / 45.7075°N 10.676389°E.

## Înființare
Situl Cima Comer a fost declarat sit de importanță comunitară în iunie 1995 pentru a proteja 56 de specii de animale. Situl a fost protejat și ca arie specială de conservare în iulie 2016.

## Biodiversitate
Situată în ecoregiunea alpină, aria protejată conține 4 habitate naturale: Păduri ilirice de Fagus sylvatica (Aremonio-Fagion), Păduri de Quercus ilex și Quercus rotundifolia, Pajiști uscate seminaturale și facies de acoperire cu tufișuri pe substraturi calcaroase (Festuco-Brometalia) (* situri importante pentru orhidee), Pante stâncoase calcaroase cu vegetație casmofită.
La baza desemnării sitului se află mai multe specii protejate:
- păsări (53): uliu porumbar (Accipiter gentilis), uliu păsărar (Accipiter nisus), pițigoi codat (Aegithalos caudatus), potârnichea de stâncă (Alectoris graeca saxatilis), lăstunul mare (Apus apus), buha (Bubo bubo), șorecarul comun (Buteo buteo), Certhia brachydactyla, florinte (Chloris chloris), barză neagră (Ciconia nigra), șerpar (Circaetus gallicus), erete de stuf (Circus aeruginosus), erete vânăt (Circus cyaneus), erete alb (Circus macrourus), erete cenușiu (Circus pygargus), porumbel gulerat (Columba palumbus), corb (Corvus corax), cuc (Cuculus canorus), pițigoi albastru (Cyanistes caeruleus), lăstun de casă (Delichon urbicum), ciocănitoare pestriță mare (Dendrocopos major), ciocănitoare neagră (Dryocopus martius), măcăleandru (Erithacus rubecula), șoim călător (Falco peregrinus), șoimul rândunelelor (Falco subbuteo), vânturel roșu (Falco tinnunculus), vânturel de seară (Falco vespertinus), cinteză (Fringilla coelebs), Fringilla montifringilla, gaiță (Garrulus glandarius), capîntortură (Jynx torquilla), prigoare (Merops apiaster), gaia neagră (Milvus migrans), gaia roșie (Milvus milvus), mierlă albastră (Monticola solitarius), muscar sur (Muscicapa striata), alunar (Nucifraga caryocatactes), vultur pescar (Pandion haliaetus), pițigoi mare (Parus major), viespar (Pernis apivorus), pitulice de munte (Phylloscopus bonelli), Prunella collaris, brumăriță de pădure (Prunella modularis), Ptyonoprogne rupestris, țiclete (Sitta europaea), scatiu (Spinus spinus), silvie cu cap negru (Sylvia atricapilla), silvie mediteraneană (Sylvia melanocephala), silvie porumbacă (Sylvia nisoria), Tachymarptis melba, fluturașul de stâncă (Tichodroma muraria), mierlă (Turdus merula), pupăză (Upupa epops)
- mamifere (1): urs brun (Ursus arctos)
- nevertebrate (2): croitorul mare al stejarului (Cerambyx cerdo), rădașcă (Lucanus cervus)

Pe lângă speciile protejate, pe teritoriul sitului au mai fost identificate 28 de specii de plante, 1 specie de amfibieni, 4 specii de mamifere, 6 specii de reptile.